# Пеліканс (Лахті)
«Пеліканс» (фін. Pelicans) — хокейний клуб з міста Лахті, Фінляндія.

## Історія
Хокей у Лахті розвивається ще з позаминулого століття. До створення «Пеліканса» в 1996 році тут існували команди під різними назвами, деякі з них виступали у вищому дивізіоні Фінляндії. Саме один із них «Рейпас Лахті», влітку 1996 року і отримує сучасну назву «Пеліканс» та починається історія сучасної команди. 
Вже у сезоні 1999–2000 років, «пелікани» дебютували у СМ-лізі та за підсумками регулярного чемпіонату посіли останнє місце але лишились в лізі через її розширення. Свій другий сезон клуб завершив на сьомому місці та вийшов у плей-оф, де поступився ТПС.
Після успішного сезону 2001–02 шість із десяти найкращих бомбардирів і головний тренер Карі Елоранта покинули команду. За підсумками сезону 2002–03 «пелікани» фінішували передостанніми. Наступний сезон розпочався із заміни головного тренера. Взимку через зменшення відвідуваності та тяжке фінансове становище призвели до оптового продажу ключових гравців.
У квітні 2005 року змінився власник команди.
7 січня 2006 року команду очолив відомий фінський тренер Ханну Аравірта. «Пеліканс» у підсумку фінішував дванадцятим.
У сезоні 2006–07 років відбулося повернення Марко Янтунена, а також повернення до плей-оф після п’ятирічної відсутності. Цього разу «пелікани» обіграли у серії ТПС 2–0, але у чвертьфіналі поступились майбутньому чемпіону «Кярпяту».
У сезоні 2007–08 клуб із Лахті фінішував на шостому місці та одразу вийшов у чвертьфінал, де поступився «Йокеріту» 2–4.
Наступний сезон команда також досягла плей-оф але вибула у чвертьфіналі.
У наступних двох сезонах «Пеліканс» залишився поза зоною плей-оф, єдиний позитивний момент нападник клубу Юхаматті Аалтонен очолив список за кількістю закинутих шайб.
Незважаючи на підсилення команди перед сезоном 2010–11 років, зокрема прийшов Майк Йорк, «пелікани» фінішували останніми.
Навесні 2011 року змінився головний тренер клубу. Серед претендентів був Карі Ялонен, але він вирішив працювати тренером у Континентальній хокейній лізі. Зрештою на посаду головного тренера погодився Кай Суікканен. Сезон 2011–12 виявився найуспішнішим на той момент. Команда посіла друге місце та встановила нові клубні рекорди за кількістю очок (111), перемог (39) і забитих голів (213). У чвертьфіналі плей-оф «Пелікани» зустрілися з «Кярпят». Це протистояння стало зірковим для Радека Смоленяка, який у шостій грі закинув переможну шайбу в овертаймі, а в сьомій грі також забив переможний гол. У півфіналі «пелікани» здолали Еспоо Блюз, а у фіналі поступились ЮІПу.
Влітку 2012 року в клубі спостерігався масовий відтік ключових гравців, троє з яких виїхали до НХЛ: захисник Йоонас Ярвінен підписав контракт з «Нашвілл Предаторс», Леш перейшов до «Анагайм Дакс», а голкіпер Ніко Ховінен приєднався до «Філадельфія Флаєрс». Загалом команду залишили дев'ять провідних гравців. Зрештою за підсумками сезону команда фінішувала на одинадцятому місці.
Не стали винятком і два наступних сезони.
З 2015 по 2018 роки «Пеліканс» прогресував кожного сезону. Сезон 2018–19 років клуб в регулярному чемпіонаті фінішував третім та кваліфікувався до Ліга чемпіонів.
У сезонах 2022–23 та 2023–24 клуб у серіях плей-оф двічі виходив до фіналу і двічі поступався.
У Лізі чемпіонів 2024–25 «пелікани» вдруге поспіль пробились до 1/8 фіналу, де поступились австрійському клубу «Ред Булл» (Зальцбург).

## Домашня арена

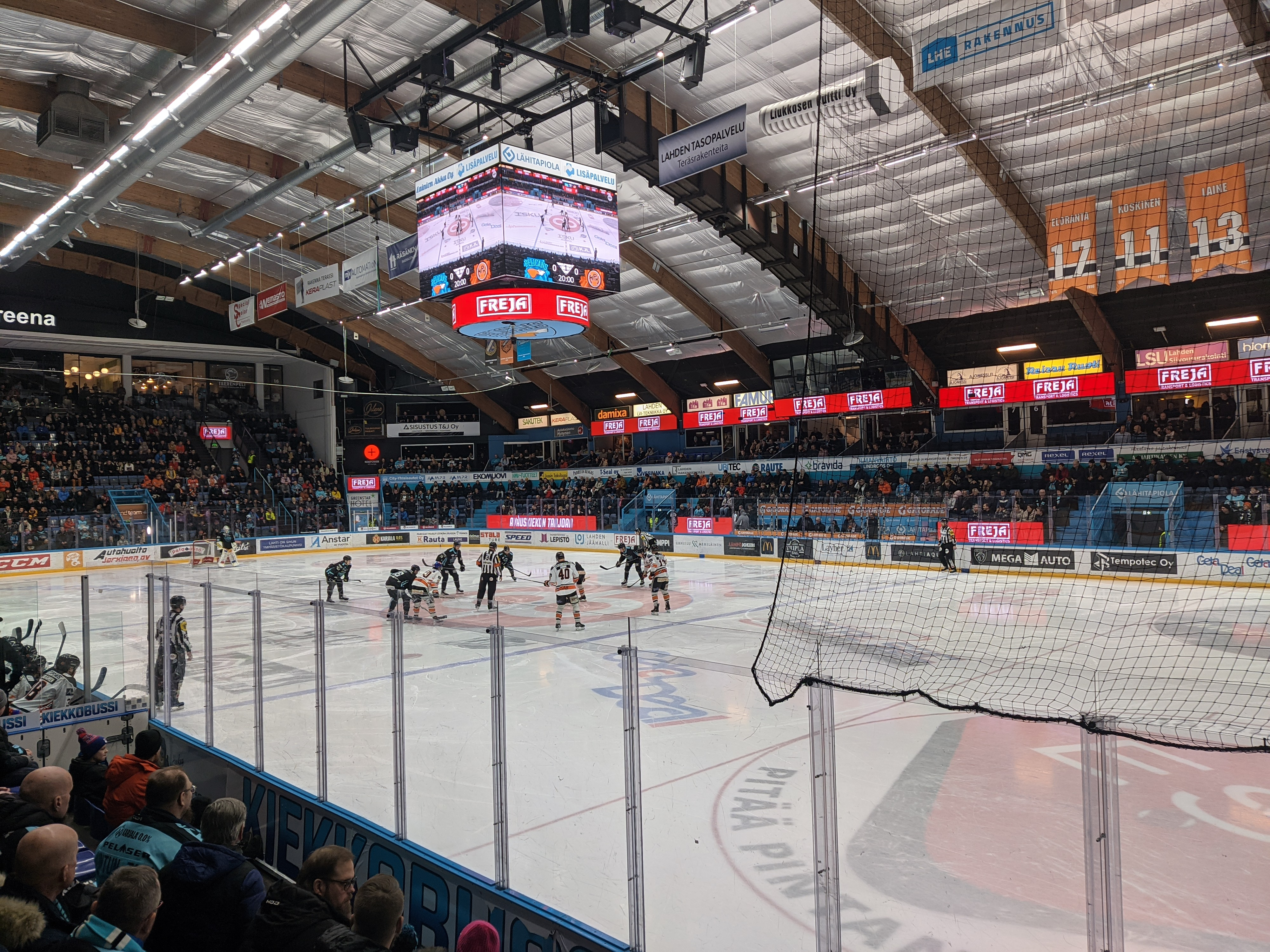
Іску-Арена

«Іску-Арена» відкрита в 1973 році. Тричі проводили реконструкцію споруди в 2007, 2010, 2022 роках. Стадіон вміщує 5371 глядачів.
У 2001 році арена приймала матчі юніорського чемпіонату світу.

## Закріплені номера
- 11 – Ханну Коскінен
- 13 – Ерккі Лайне
- 17 – Карі Елоранта